# Jan Baránek
Jan Baránek (26 giugno 1993) è un ex calciatore ceco, di ruolo difensore.